# Канта за заливање
Канта за заливање је преносиви суд, обично са ручицом и кљуном, који се користи за ручно заливање биљака. Траг о постојању овог типа канте датира још из 17. века, а од тада је канта доста унапређена. Канта има такође и друге употребе, јер је доста многостран алат.
Капацитет канте може бити између 0.5 литара, а користи се за заливање кућних биљака, до чак 10 литра за рад у башти. Може бити направљен од метала, керамике или пластике. На крају кљуна може се налазити ружа, која служи како би се ток воде разбио у мање капљице и тиме избегао велики притисак на тло или крхке биљке.

## Историја
Термин „канта за заливање“ се први пут појавио 1692. године у дневнику кућног баштована лорда Тимотија Џорџа од Корнвола. Пре тога је користио израз „посуда за заливање“.
Године 1886, Џон Хос је патентирао Хосову канта за заливање. Патент је гласио „Овај нови проналазак формира канту за заливање која је много лакши за ношење и нагињање, а у исто време је много чистија и прилагођенија за употребу од било које друге која је представљена јавности.“ Хосове канте за заливање су биле представљене у њујоршком часопису The Strategist 2018. и 2019. Такође су их препоручили енглески листови the Independent и Telegraph. магазин Country Life, Хосова канта за заливање је награђена Дијлајн наградом 2020 Ребранд године. На ББЦ Gardeners' World су презентери Монти Дон и Алан Тичмарш у више наврата похваљивали Хосове канте за заливање.
Глава туша се назива ружа, глава руже, розета или глава прскалице.

## Употреба
Канте за заливање обично користе баштовани за заливање биљака, радници на путу да би нанели асфалт, а такође се користи и као украс или као симболичне уметничке фигуре.

## У популарној култури
- На њеној веб страници, Марта Стјуарт предлаже употребу канте за наливање, како би се нанела вода после рада или ако се стопала упрљају.[22]
- Импресионистички уметник Пјер Огист Реноар је насликао дело Девојка са кантом за заливање.[23]

## Галерија
- Канте за заливање наслагане на колац у школској башти, Шолтуин Плутодреф Утрехт, Холандија
- Канта за заливање за бонсај
- Канта за заливање направљена од одбаченог контејнера